# Consejo de Asuntos Generales de la Unión Europea

El Consejo de Asuntos Generales es una de las formaciones internas en que se constituye el Consejo de la Unión Europea. Su existencia es obligada, por razón de su expresa previsión constitucional. El Consejo de Asuntos Generales es el encargado de velar por la coherencia de los trabajos de las demás formaciones del Consejo; prepara las reuniones del Consejo Europeo y garantiza su actuación subsiguiente, en contacto con el Presidente del Consejo Europeo y con la Comisión; es el responsable de la coordinación general de las políticas comunitarias entre sí, de las cuestiones institucionales y administrativas de la institución, y de los expedientes horizontales que afecten a varias políticas de la Unión. Asimismo entiende de aquellas cuestiones que no dispongan de formación específica adecuada para su despacho.
Los encuentros reúnen a los ministros de asuntos europeos o de asuntos exteriores de los Estados de la Unión y a un representante de la Comisión Europea, generalmente el comisario concernido, según el orden del día o, en su defecto, el vicepresidente para Relaciones Institucionales y Administración, en la actualidad el eslovaco Maros Sevcovic. También asiste a sus reuniones el Secretario General del Consejo. La presidencia del Consejo de Asuntos Generales es desempeñada conjuntamente por el trío de países que ostenta en ese momento la presidencia rotatoria del Consejo de la Unión, pero sus sesiones son dirigidas por el ministro representante del Estado miembro de la terna al que corresponda en cada semestre.
El Consejo de Asuntos Generales puede adoptar actos legislativos en este ámbito, bien de acuerdo al procedimiento legislativo ordinario, por mayoría cualificada en codecisión con el Parlamento Europeo, bien mediante un procedimiento legislativo especial. También puede asignar o devolver a otras formaciones del Consejo propuestas legislativas si las considera competentes.
Hasta la entrada en vigor, el 1 de diciembre de 2009, del Tratado de Lisboa, esta formación estuvo integrada en el anterior Consejo de Asuntos Generales y Relaciones Exteriores, que desde entonces ha quedado separado en dos formaciones distintas: el Consejo de Asuntos Generales y el Consejo de Asuntos Exteriores.[cita requerida]
Sus reuniones se celebran una vez al mes en la sede del Consejo en Bruselas o en Luxemburgo.